# Poczet cesarzowych Rzymu
Poczet cesarzowych Rzymu – książka autorstwa profesora Aleksandra Krawczuka, polskiego historyka starożytności. Została wydana po raz pierwszy w 1998 roku. Zawiera 70 biogramów żon cesarzy rzymskich od Oktawiana Augusta do Teodozjusza Wielkiego. Poczet otwiera Klaudia, pierwsza żona Augusta, a zamyka Galla, druga żona Teodozjusza.
Książka, według autora, ma być uzupełnieniem Pocztu cesarzy rzymskich. Recenzenci chwalili język autora i atrakcyjne przedstawienie losów rzymskich cesarzowych. W 2006 roku ukazało się wznowienie książki.